# Optische niesreflex
De optische niesreflex, in het Engels ook bekend als autosomal compelling helio-ophthalmic outburst (afgekort tot ACHOO, niet geheel toevallig uitgesproken als 'hatsjoe!'), is de onbedwingbare reflex die bij sommige mensen optreedt om enkele malen te moeten niezen als er plotseling in fel licht wordt gekeken, zoals de zon. Deze reflex treedt vaak ook op bij andere sterke prikkels, zoals een injectie in de buurt van het oog.
Deze 'aandoening' wordt autosomaal dominant overgeërfd, hoewel er ook studies zijn die erop lijken te wijzen dat er sprake is van verworven klachten en géén erfelijkheid. De afwijking komt voor onder ongeveer een kwart van de blanke bevolking; in 2/3 van de gevallen bij vrouwen. Bij niet-blanke mensen komt de reflex vele malen minder vaak voor. Het exacte mechanisme van deze reflex is niet bekend.
Een vergelijkbare onbedwingbare niesreflex treedt bij sommige mensen ook op bij andere prikkels, zoals het vullen van de maag. Dit wordt 'snatiatie' genoemd. Snatiatie lijkt eveneens autosomaal dominant overgeërfd te worden.

## Geschiedenis
De Griekse filosoof Aristoteles beschreef deze reflex al in 350 voor Christus. Hij bedacht dat kijken in de zon transpiratie in de neus zou kunnen veroorzaken, wat tot niezen zou kunnen leiden. In de 17e eeuw toonde de Engelse filosoof Francis Bacon aan dat deze theorie niet juist was. Hij deed dit door zijn gezicht met gesloten ogen naar de zon te richten, waarna er niet een dergelijke reflex optrad. Bacon veronderstelde daarom dat de ogen een essentiële rol speelden in de reflex. Hij vermoedde dat de ogen zouden gaan tranen door het kijken in de zon, en dat de tranen de neus in zouden lopen en daar de niesreflex veroorzaken. Hoewel dit plausibel lijkt, werd ook deze theorie later weerlegd doordat de reflex veel sneller optreedt bij blootstelling aan fel licht dan dat tranen naar de neus zouden kunnen vloeien.

## Pathofysiologie
Er is nog veel onduidelijkheid over het exacte mechanisme van deze reflex. Niezen treedt normaliter op als er een sterke prikkel in de neusholte optreedt. Bij de optische niesreflex en andere afwijkende niesreflexen wordt het niezen opgewekt door een afwijkende prikkel. Er zijn meerdere theorieën opgevoerd over hoe dit gebeurt. Een ervan is dat stimulatie van de nervus ophthalmicus, de oogtak van de nervus trigeminus, de prikkelgevoeligheid van de nervus maxillaris, de bovenkaakstak van dezelfde hersenzenuw, zou vergroten. Een andere theorie stelt dat het parasympathische zenuwstelsel prikkels op een plaats zou kunnen generaliseren tot een groter gebied, waardoor zenuwen die normaliter betrokken zijn bij de niesreflex indirect ook geprikkeld raken.
Tegenwoordig gaan de meeste deskundigen uit van een hypothese zoals die in 1964 is opgesteld door Henry Everett, en die als eerste uitging van een mechanisme waarbij zenuwsignalen met elkaar verward worden. De genetische basis van deze reflex is onbekend; er zijn geen specifieke genen bekend die hiervoor verantwoordelijk kunnen worden gesteld, en er is ook geen specifiek onderzoek naar gedaan. Wel staat vast dat de reflex familiair voorkomt en een autosomaal dominant verervingspatroon vertoont.

## Risico's
De reflex is in de regel volkomen ongevaarlijk, hoewel hij als hinderlijk kan worden ervaren. In sommige situaties, bijvoorbeeld waarbij de persoon die deze reflex heeft gevaarlijke machines moet bedienen, kan er een kans op gevaar zijn. Als de reflex optreedt bij een injectie in of nabij het oog, bijvoorbeeld door een oogarts, bestaat er een risico op letsel als de naald niet tijdig wordt teruggetrokken wanneer de onbedwingbare niezen beginnen.